# Relations entre le Bangladesh et Israël
Les relations entre le Bangladesh et Israël ne sont pas diplomatiques. Le Bangladesh a déclaré qu'il ne reconnaîtra pas Israël tant qu'il n'y aura pas de Palestine indépendante.

## Diplomatie

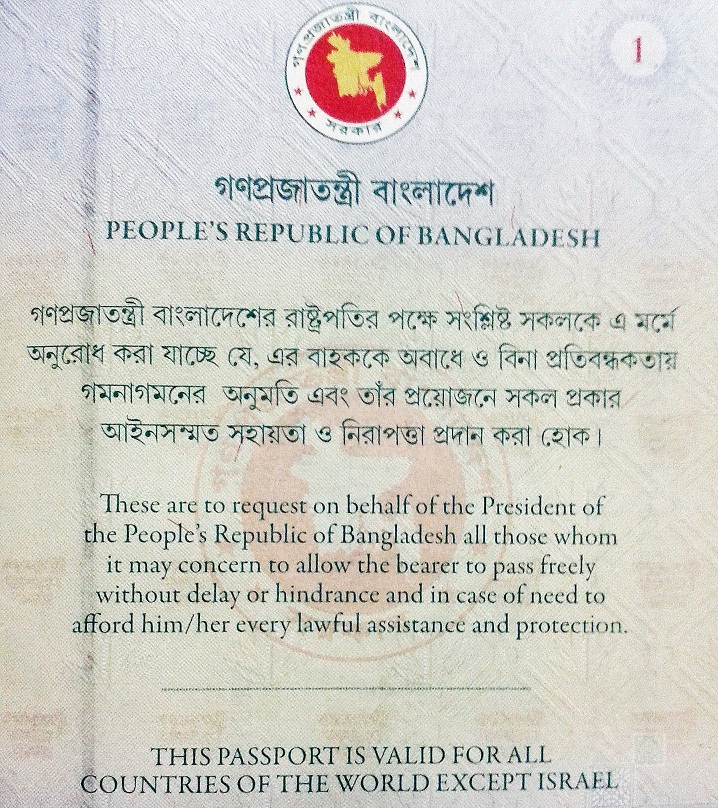
Le passeport bangladais est valable pour tous les pays du monde sauf Israël.

Le Bangladesh est l'un des 29 États membres des Nations unies qui ne reconnaissent pas l'État d'Israël. Il est l'un des pays qui interdisent officiellement à ses citoyens de se rendre en Israël et n'accepte pas les passeports israéliens,,. En novembre 2003, le journaliste bangladais Salah Choudhury (en) a été arrêté pour avoir tenté de s'envoler vers Tel-Aviv, mis en accusation pour « sédition, trahison et blasphème », et condamné à une peine de sept ans de prison,. Le Bangladesh soutient officiellement un État palestinien souverain et « la fin de l'occupation illégale de la Palestine par Israël ».
Dans une déclaration de septembre 2011 publiée dans le Jerusalem Post, un porte-parole du gouvernement israélien a déclaré : « Nous n'avons pas de conflit avec le Bangladesh. Nous voulons le dialogue. Nous voulons des relations de peuple à peuple. Nous invitons le peuple bangladais à visiter la terre sainte de Jérusalem ». Israël a vainement cherché à établir une relation avec le Bangladesh après avoir établi des relations diplomatiques complètes avec la Chine et l'Inde en 1992. La Première ministre du Bangladesh, Sheikh Hasina, a déclaré en 2014 : « Nous avons continué à soutenir les Palestiniens et l'occupation de leurs terres par les Israéliens n'est jamais acceptable ». Le Dr Shadman Zaman est devenu le premier ressortissant bangladais de l'histoire à visiter Israël en 2017 en utilisant son passeport bangladais. Depuis lors, il résiderait en Angleterre après avoir reçu de multiples menaces de mort et serait potentiellement confronté à la perspective d'un procès pour trahison,.

## Commerce
Le Bangladesh maintient une interdiction de commerce avec Israël même si les deux pays sont membres de l'Organisation mondiale du commerce,. En 2014, les statistiques officielles du Bureau de promotion des exportations du Bangladesh ont révélé que le Bangladesh avait exporté une petite quantité de marchandises d'une valeur d'environ 1,5 million d'euros vers Israël au cours de l'année fiscale 2013-14. Cependant, ces dernières années, on constate que les produits bangladais sont exportés vers Israël via les États-Unis, l'Union européenne ou d'autres pays tiers.

## Guerre de libération du Bangladesh
Israël a été l'une des premières nations à reconnaître le Bangladesh indépendant en février 1972. Le gouvernement israélien et le grand public israélien ont tous deux soutenu les aspirations du peuple bengali pendant la guerre de libération du Bangladesh en 1971. Après l'indépendance du Bangladesh, le pays nouvellement formé a été rapidement reconnu par Israël le 4 février 1972. Cependant, le gouvernement du Bangladesh a officiellement rejeté la reconnaissance israélienne,. Au nom du gouvernement bangladais, le ministre des affaires étrangères du Bangladesh de l'époque, Khondaker Mostaq Ahmad, a publié une lettre disant que cette reconnaissance n'était pas acceptable.

## Guerre du Liban en 2006
Au lendemain de la guerre du Liban de 2006, le Bangladesh a proposé d'envoyer des bataillons de ses fantassins pour aider à la force de maintien de la paix de l'ONU, mais Israël l'a rejeté en déclarant que le Bangladesh ne reconnaissait pas Israël. Bien qu'Israël ait rejeté la participation du pays, le Bangladesh a été l'un des premiers pays dont les troupes ont atteint les côtes du Sud-Liban. Alors que les nations occidentales, comme le leader initial et principal contributeur au Liban, la France, ont retardé leur déploiement. En mai 2015, le Bangladesh compte 326 soldats de la paix participant à la FINUL au Liban.

## Allégation de connexion avec le Mossad
En mai 2016, la Première ministre du Bangladesh, Sheikh Hasina, a affirmé que les partis d'opposition, le Parti nationaliste du Bangladesh et Jamaat-e-Islami Bangladesh se sont associés à l'agence nationale de renseignement israélienne Mossad pour renverser son gouvernement par un coup d'État, après qu'il a été rapporté qu'Aslam Chowdhury, le co-secrétaire général du BNP, avait rencontré l'homme politique israélien Mendi N. Safadi lors d'une visite en Inde. Aslam a affirmé que cette rencontre était accidentelle.
Le 7 juin 2016, le ministre de l'intérieur du Bangladesh, Asaduzzaman Khan, a affirmé que le principal parti d'opposition, le BNP, avait un lien avec les récentes attaques des fondamentalistes au Bangladesh et que ces attaques faisaient partie d'une conspiration plus large qui impliquait également le Mossad, l'agence nationale de renseignement israélienne. Un porte-parole du Ministère des Affaires étrangères a qualifié ces allégations de « radotage total ».